# 3860 Plovdiv
3860 Plovdiv је астероид главног астероидног појаса чија средња удаљеност од Сунца износи 2,806 астрономских јединица (АЈ).
Апсолутна магнитуда астероида је 12,1.